# Râul Toplița, Mureș
Râul Toplița sau Râul Lomaș (în maghiară Lomas) este un curs de apă, afluent al râului Mureș, Râul traversează intravilanul orașului Toplița unde este regularizat. 

## Hărți
- Harta județului Harghita
- Harta Munților Călimani  Arhivat în 11 octombrie 2008, la Wayback Machine.